# Kursath (Hardoi)
Kursath è una suddivisione dell'India, classificata come nagar panchayat, di 5.654 abitanti, situata nel distretto di Hardoi, nello stato federato dell'Uttar Pradesh. 